# Caquetaia
Caquetaia – rodzaj słodkowodnych ryb okoniokształtnych z rodziny pielęgnicowatych (Cichlidae).

## Występowanie
Ameryka Południowa

## Klasyfikacja
Gatunki zaliczane do tego rodzaju:
- Caquetaia kraussii (Steindachner, 1878)
- Caquetaia myersi (Schultz, 1944)
- Caquetaia spectabilis (Steindachner, 1875)